# Yo Frankie!
Yo Frankie! — відеогра з відкритим вихідним кодом випущена 2008 року Інститутом Blender, який є складовою частиною Фонду Blender. Ґрунтується на всесвіті і персонажах вільного анімаційного фільму Зайчик Біг Бак, створеного на початку 2008 року Інститутом Blender. Як і попередні проєкти відкритих фільмів Інституту Blender, гра розроблена за допомогою вільного програмного забезпечення . Yo Frankie! працює на будь-якій платформі, де працює Blender та Crystal Space, включно з Linux, macOS та Microsoft Windows .

## Сюжет
У грі гравці беруть на себе роль Френка, цукрової сумчастої летяги, який був антагоністом у фільмі Зайчик Біг Бак, або Момо, мавпи, створеної спеціально для цієї гри.

## Історія

### Розробка
Проєкт розпочався 1 лютого 2008 року, а завершена розробка була наприкінці липня 2008 року. Через технічні затримки фактичну дату випуску DVD було перенесено на 14 листопада.
Назва Yo Frankie! стосується антагоніста гри Френка. Вона була запропонована Тоном Розендалом та обрана голосуванням спільноти.
Гра ліцензується за GNU GPL або LGPL, при цьому весь вміст ліцензується за ліцензією Creative Commons Attribution 3.0.

### Випуск
З 9 грудня 2008 року гра доступна для звантаження.
На DVD є дві версії гри, одна з Blender Game Engine і версія з Crystal Space. Версія гри Blender Game Engine має назву «Furry Vendetta» а версія Crystal Space має назву «Furry Funny Frankie». Хоча деякі активи для створення рівнів та персонажів спільні, ігровий процес відрізняється між версіями.

## Технологія
Як і в попередніх «відкритих» кінопроєктах, гра частково розроблена для просування засобу тривимірного моделювання та анімації з відкритим кодом Blender. Моделювання, анімація та дизайн рівнів були виконані в Blender. Сама гра надається як з внутрішнім ігровим рушієм Blender, так і з рушієм Crystal Space 3D, використовуючи Python як мову сценаріїв.
Початкове рішення використовувати Crystal Space над власним вбудованим ігровим рушієм Blender пояснювалося усвідомленою потребою створити більш «серйозну» ігрову платформу. Пізніше команда розробників частково скасувала це рішення, зробивши нову версію гри, яку можна відтворити на Blender Game Engine. Це дозволяє художникам та дизайнерам рівнів прискорити робочий процес, порівняно з перебудовою за кожної зміни для рушія Crystal Space (для експортування в Blender Game Engine потрібно близько 2–5 секунд; у Crystal Space це може зайняти до хвилини).

## Реакція
Гра відзначалася ігровою пресою.